# Alon Hazan

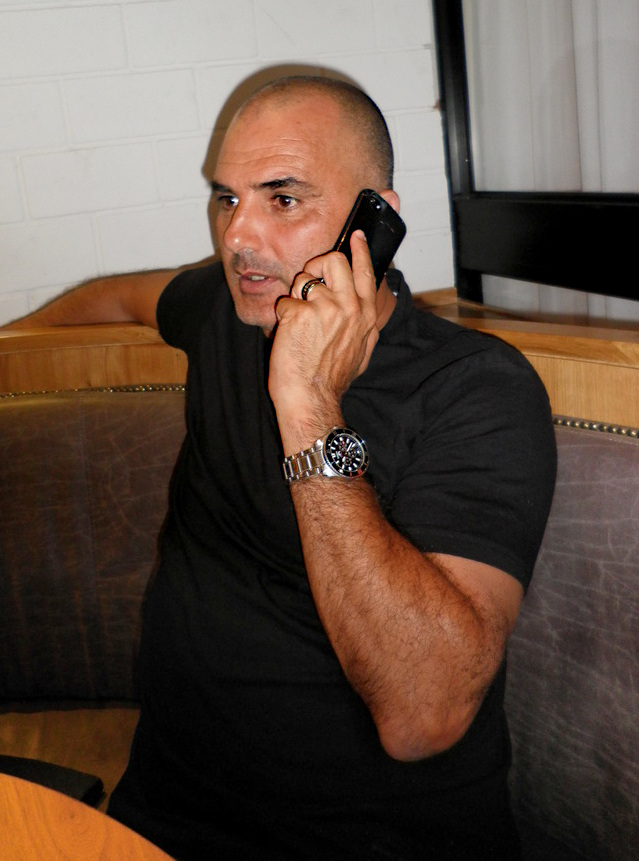
Hazan em 2013

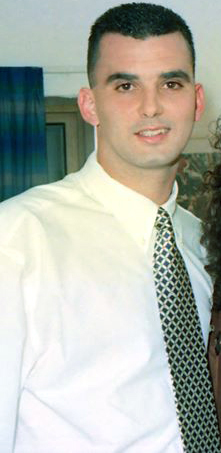
Hazan em 1992

Alon Hazan ( em hebraico:  אלון חזן  ; Ashdod, Israel - 14 de setembro de 1967) é um ex -jogador de futebol e técnico israelense que dirige a seleção principal de Israel . Como jogador, atuou como meio-campista.

## Carreira
Passou a maior parte de sua carreira de jogador em Israel, mas passou 18 meses no clube inglês Watford, com quem conquistou duas promoções - da segunda divisão para a Premier League inglesa . Em 1999, marcou na semifinal da disputa de pênaltis contra o Birmingham City para colocar o Watford na final do play-off contra o Bolton Wanderers, que venceu por 2 a 0 em Wembley, para ganhar a promoção à Premier League . Ele voltou para casa em Israel, por motivos pessoais, antes de poder jogar na primeira divisão do futebol inglês.
Como jogador de futebol, jogou 72 vezes e marcou 5 gols pela seleção principal de Israel, entre 1990 e 2000. 

## Técnico
Em 8 de maio de 2022,  é o técnico nacional oficial que dirige a seleção principal de Israel .
De uma família judaica Masorti praticante. Fora do futebol, ele se formou em política.

## Honras
- Copa Toto : 1985–86, 1989–90, 1990–91, 1993–94
- Copa do Estado de Israel : 1992, 1993, 1995
- Liga Leumit : 1993–94